# Yoneji Masuda
Yoneji Masuda sociólogo y profesor japonés nacido en 1905, falleció en 1995. Su actividad profesional y académica tuvo una importancia decisiva en la definición estratégica de un modelo de sociedad tecnológica para Japón impulsado desde las políticas públicas, al tiempo fue uno de los pioneros en la conceptualización de la idea de sociedad de la información.

## Biografía
Trabajó en diversos programas de los ministerios de Trabajo y Educación nipones destinados a mejorar y racionalizar las prácticas de producción y formación de la población japonesa. Fue director del Instituto para el Desarrollo de los Usos de los Computadores en Japón. Fundador y presidente del Instituto para la Informatización de la Sociedad. Profesor de la Universidad de Aomuri y director de la Sociedad Japonesa de Creatividad.
A partir de un informe del Ministerio de Industria y Comercio (MITI) elabora para el instituto JACUDI un Plan para la 'Sociedad de la Información. Un objetivo nacional para el año 2000', conocido como Plan JACUDI.

## Teoría
Uno de los principales candidatos a quién atribuir crédito por acuñar el concepto de sociedad de la información es Yoneji Masuda, como veremos en el próximo apartado relativo a las raíces japonesas el concepto estudiado. A pesar de que su libro que utiliza dichos términos en el título data de 1980, ya existía un debate público sobre la cuestión en los años 50 y 60 en Japón.
Así pues, algunos autores apuntan a que los primeros estudiosos del concepto de la Sociedad de la Información aparecerían en Japón: johoka shakai, que significa el estadio superior de la evolución social, desde la perspectiva de la analogía con la evolución biológica.
De la sociedad post-industrial a la sociedad de la información, así se titulaba el libro del japonés Yoneji Masuda, editado en 1980. El capítulo quinto del mismo     se titulaba a su vez la era de la información: transformación silenciosa de la sociedad. En él, Masuda habla del nacimiento de una época de la información, centrada en la tecnología del ordenador, que opera en la conjunción con la tecnología de las comunicaciones. Una era de la información es el período de tiempo durante el cual tiene lugar una innovación de la tecnología de la información, se convierte en la fuerza latente de la transformación social, capaz de acarrear una expansión en la calidad de información y un aumento a gran escala del almacenamiento de la información.
Esta era, para el autor, la sociedad de la información, centrada en la tecnología de los computadores, que tendría un impacto mucho más decisivo sobre la sociedad humana que la revolución de la energía, que comenzó con la invención de la máquina de vapor. La razón básica es que la función fundamental del ordenador es sustituir y amplificar el trabajo mental humano, mientras que la máquina del vapor tenía como función básica la sustitución y amplificación del trabajo físico.
Masuda hablaba también de la posibilidad de una sociedad altamente orgánica. Apuntaba la similitud del sistema de información ambiental de la tecnología de las comunicaciones y el ordenador con el sistema de información orgánica de los organismos, que sugerirían algo importante para la visión de la (entonces) futura sociedad de la información. Sobre la base de ello, se podría formular la hipótesis de que la futura sociedad de la información sería una sociedad altamente orgánica, parecida a un organismo. Sería una compleja sociedad multicentrada, en la que muchos sistemas estarán conectados e integrados por las redes de información. Más allá, esta sociedad tendría un dinamismo para responder, de forma más rápida y apropiada que la sociedad contemporánea  -de entonces- a los cambios del entorno, y, así, la sociedad de la información del futuro aparecería ante nosotros como una sociedad con un espacio de información altamente orgánico, ligado por una red de información cognitiva con tupidas mallas de proacción (proalimentación).
Al referirse al impacto social de la era de la información, Masuda entendía que no significaría únicamente que fuera a producirse un gran impacto socioeconómico en la sociedad industrial contemporánea; demostraría una fuerza de cambio social suficientemente poderosa para transformar la sociedad humana en un tipo absolutamente nuevo de sociedad, que será la sociedad de la información. En términos generales, la tecnología innovadora cambiaría los sistemas sociales y económicos a través de las tres siguientes fases:
Fase 1.- en la que la tecnología realiza el trabajo que previamente hacía el hombre, basándose en la automatización.
Fase 2.- en la que la tecnología hace posible la realización de un trabajo que el hombre nunca pudo hacer antes. La creación de conocimiento, que lleva a la ampliación del trabajo mental del hombre.
Fase 3.- en la que las estructuras socioeconómicas se transforman en nuevos sistemas sociales y económicos, resultantes de las dos primeras fases de desarrollo. La visión futurista de Masuda, va más allá:  en la sociedad global de la información, todos los ciudadanos estarán unidos entre sí por una red global de información y conocimiento, dirigida hacia la formación de una conciencia global, que barrerá las diferencias de culturas, intereses y nacionalidades.
Al predecir la implantación de un sistema general de educación, la desaparición del analfabetismo, el advenimiento de la paz mundial y de la felicidad humana, Masuda no restringe   su visión futurista a aquellos sectores sociales o países participantes activamente en la industria o en los servicios de la información, sino que preconiza un auténtico Nuevo Orden Mundial... que él mismo llama, precisamente, Computopía.

## Publicaciones
Autor de diversos libros sobre tecnología y sociedad, en 1968 publicó Una introducción a la Sociedad de la Información, Perikan-Sha, Tokio, 1968, precursor de su libro más conocido, La Sociedad de la Información como sociedad post-industrial, Institute for the Information Society, Tokio, 1980, traducido a numerosas lenguas, entre ellas al portugués, A sociedade da Informaçao como Sociedade Post-Industrial, Rio/Embratel, Río de Janeiro, 1980, y al español con un título en el que se cambia ‘información’ por ‘informatizada’: La sociedad informatizada como sociedad post-industrial, Fundesco-Tecnos, Madrid, 1984.